# Pachycondyla rostrata
Pachycondyla rostrata är en myrart som beskrevs av Carlo Emery 1890. Pachycondyla rostrata ingår i släktet Pachycondyla och familjen myror. Inga underarter finns listade i Catalogue of Life.

## Bildgalleri

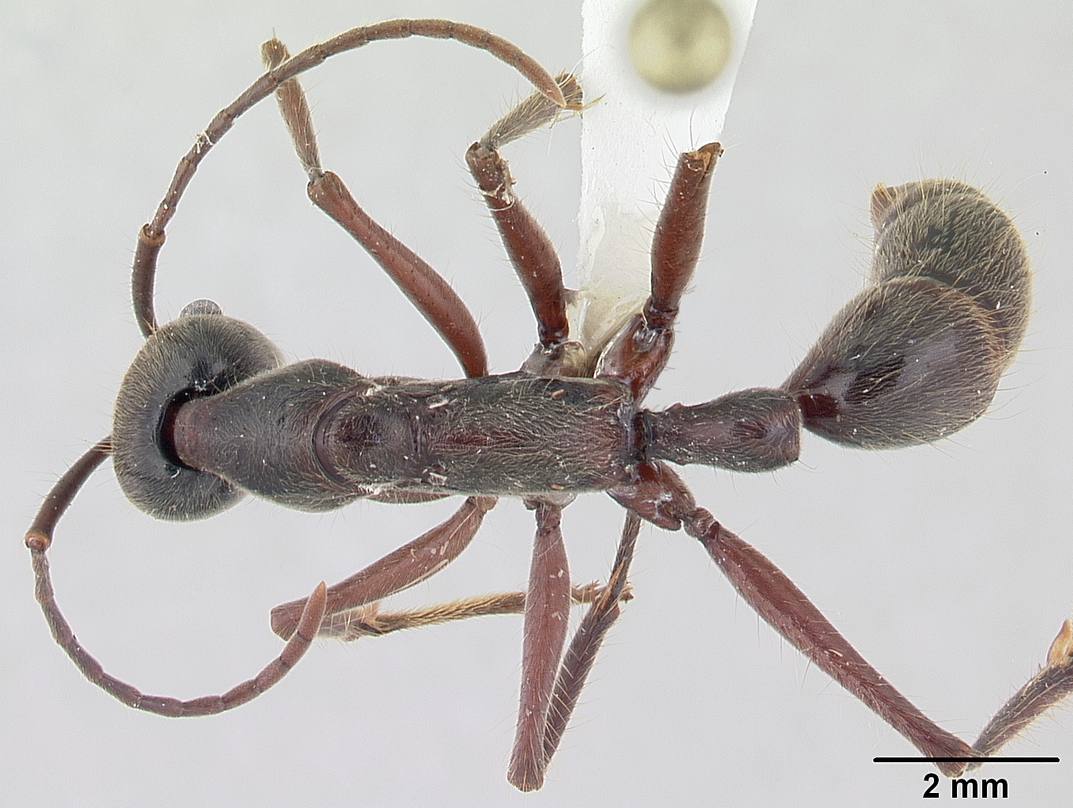
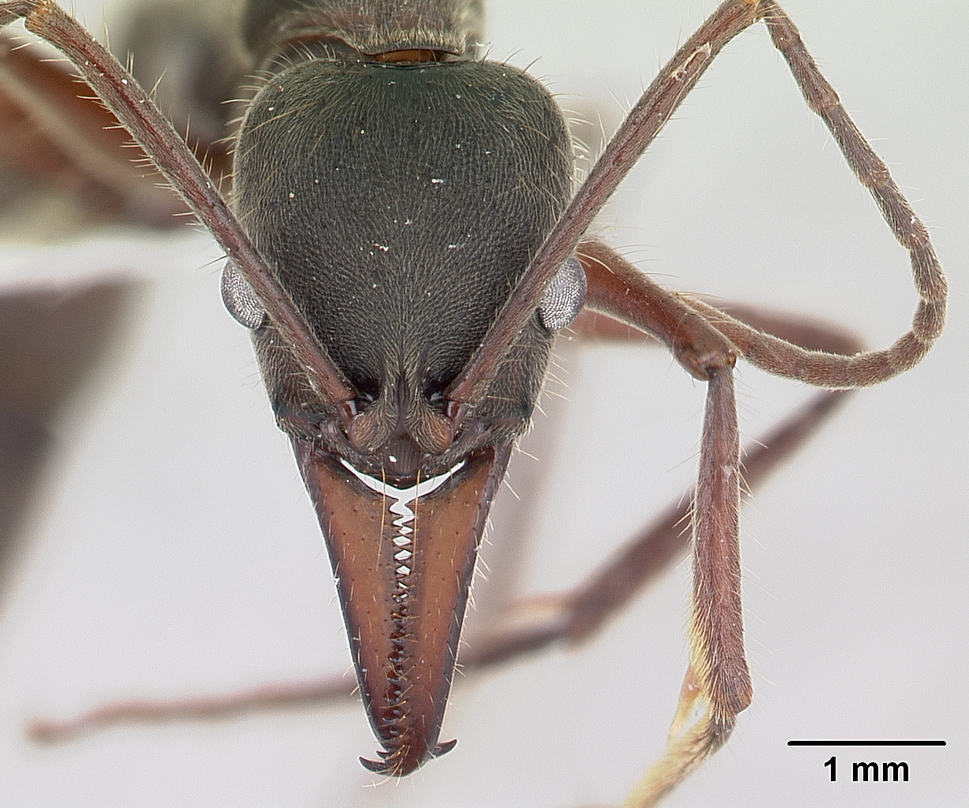
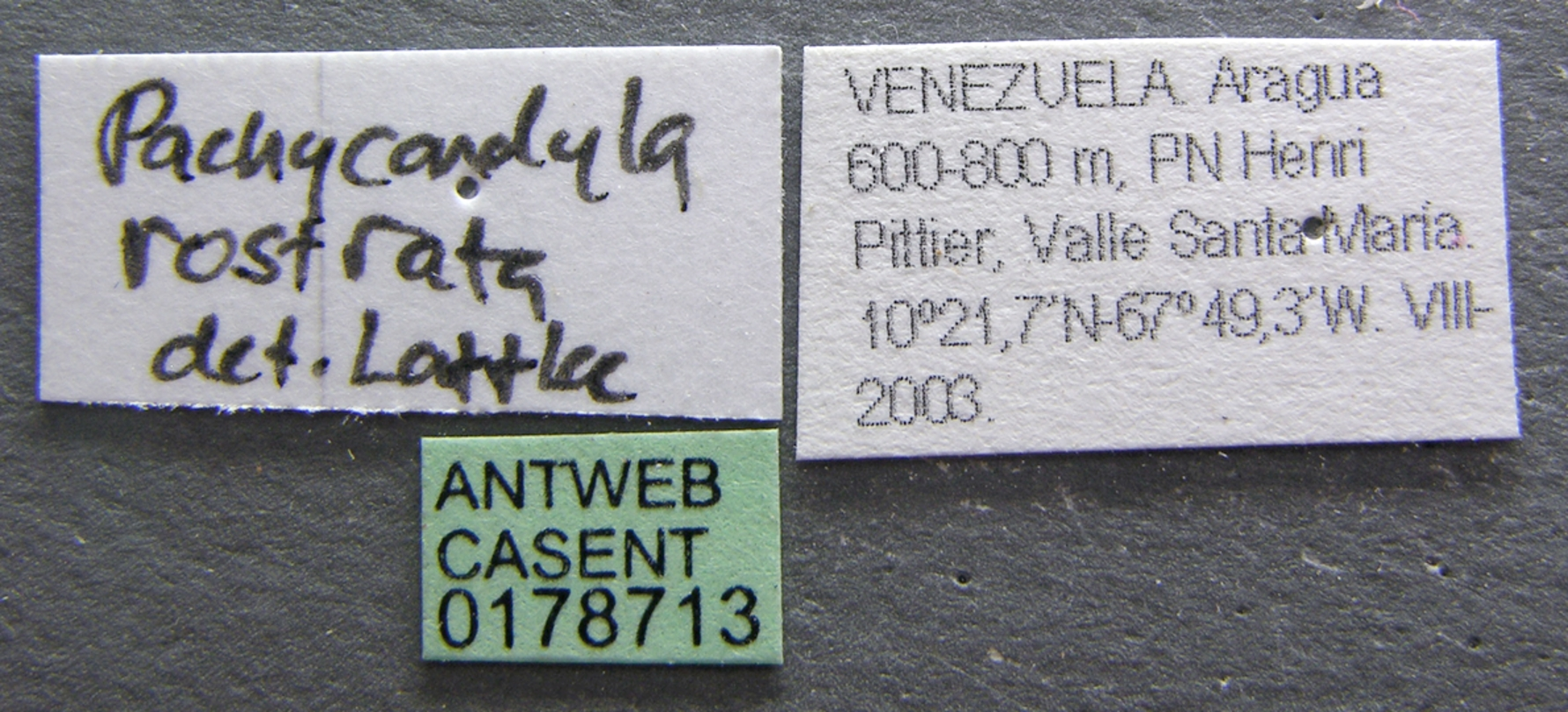
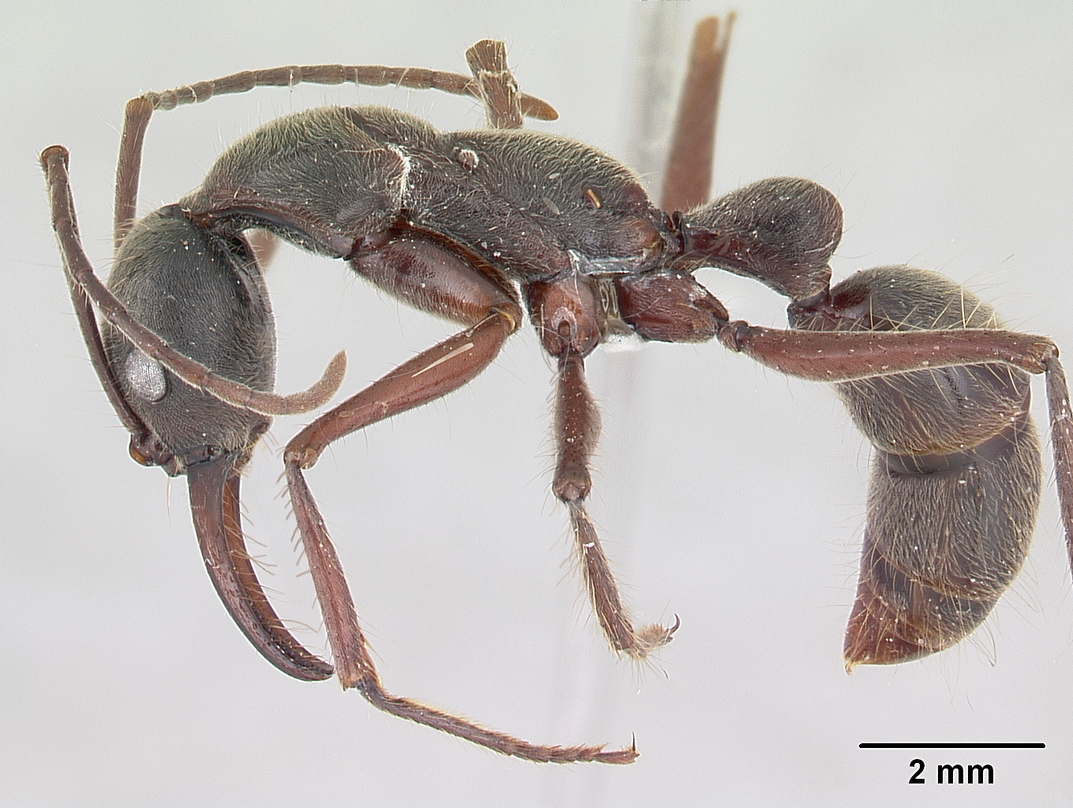